# Antajaure (Arvidsjaurs socken, Lappland)
Antajaure är en sjö i Arvidsjaurs kommun i Lappland och ingår i Piteälvens huvudavrinningsområde. Sjön har en area på 0,523 kvadratkilometer och ligger 371,3 meter över havet.

## Delavrinningsområde
Antajaure ingår i det delavrinningsområde (732837-163145) som SMHI kallar för Utloppet av Antajaure. Medelhöjden är 393 meter över havet och ytan är 8,56 kvadratkilometer. Det finns ett avrinningsområde uppströms, och räknas det in blir den ackumulerade arean 29,35 kvadratkilometer. Vattendraget som avvattnar avrinningsområdet har biflödesordning 4, vilket innebär att vattnet flödar genom totalt 4 vattendrag innan det når havet efter 193 kilometer. Avrinningsområdet består mestadels av skog (68 procent). Avrinningsområdet har 1,67 kvadratkilometer vattenytor vilket ger det en sjöprocent på 19,5 procent.